# Тэб-Тенгри
Тэб-Тенгри (монг. Тэв тэнгэр; собственное имя — Кокочу (монг. Хөхчү?, ᠬᠡᠣᠬᠡᠴᠦ?; ? — ок. 1211) — шаман, происходивший из монгольского рода хонхотан. Сподвижник и сводный брат Чингисхана, Тэб-Тенгри имел огромное влияние в Монгольской империи, однако впоследствии стал перетягивать власть над монголами на себя, за что был убит.

## Имя
Архимандрит Палладий переводил имя Тэб-Тенгри как «восходящий, или восходивший на небо». И. Н. Березин предлагал варианты, производные от различных глаголов, например, «вскакивать», «кипеть» и т. д. 
По мнению Б. Я. Владимирцова, слово «teb~töb» могло означать «центр, средина, прямо, прямота, лицевая сторона, средоточие» или «закон, право, правление». Таким образом, имя Тэб-Тенгри может быть переведено как «середина-небо», т. е. часть неба прямо над головой, в зените или же «правое небо, правый небожитель» .

## Биография

### Происхождение и ранние годы
Кокочу был старшим (по другой версии — четвёртым) сыном Мунлика-Эциге, служившего ещё отцу Чингиса Есугею. После смерти Есугея Мунлик много лет поддерживал его семью, за что заслужил большой почёт со стороны Чингисхана и был пожалован им в нойоны-тысячники на курултае 1206 года, а также женён на матери Чингиса Оэлун. Братья Кокочу — Сюйкету-черби, Толун-черби и Суту-нойон — также находились на службе у Чингисхана. 
О ранних годах и молодости Тэб-Тенгри ничего не известно. В «Истории завоевателя мира» Джувейни и «Сборнике летописей» Рашид ад-Дина сохранились лишь упоминания о шаманских способностях Кокочу: согласно этим сообщениям, Кокочу мог растапливать теплом своего тела лёд, и наблюдавшие за окутываемым паром шаманом люди верили, что тот возносится на небо верхом на белом коне.
Кокочу вскользь упоминается во время вражды монголов Чингисхана с племенем кереитов. Ища союзников в борьбе с Чингисом, кереитский правитель Ван-хан обратился к Кокочу за помощью, но получил от того отказ. 
Свою роль Кокочу сыграл и в избрании Тэмуджина ханом. Согласно «Сокровенному сказанию монголов», именно Кокочу придумал для молодого Тэмуджина титул Чингисхана и освятил на великом курултае его власть над монголами. Благодаря этим услугам, а также сильной поддержке отца и братьев, в дальнейшем Кокочу обрёл огромное влияние в империи.

### Возвышение и смерть
Нередко конфликт, возникший между Тэб-Тенгри и Чингисханом, исследователи рассматривают как противостояние духовной и светской власти. Существует также версия, что Тэб-Тенгри, как родной сын Мунлика, согласно принципу конического родства имел больше прав на власть, чем Чингисхан, приходившийся последнему пасынком.
Стремясь перенять власть над монголами, для начала Тэб-Тенгри решил избавиться от возможных конкурентов в лице родных братьев Чингисхана. Так, однажды Тэб-Тенгри и его братья избили младшего брата Чингиса Хасара, известного борца и стрелка из лука. Униженный и избитый, Хасар пришёл к Чингисхану просить о помощи, но разозлённый хан только упрекнул брата в неумении постоять за себя. Воспользовавшись возникшей размолвкой, Тэб-Тенгри задумал окончательно избавиться от Хасара. Снова явившись к Чингисхану, Тэб-Тенгри поведал тому якобы о намерениях Хасара занять монгольский престол. Разгневанный Чингисхан приказал немедленно схватить Хасара и взять его под стражу, подвергнув допросу. Узнав о случившемся, к сыновьям прискакала Оэлун и, пристыдив Тэмуджина, повелела отпустить брата. 
В это же время на сторону Тэб-Тенгри склонялось всё больше людей, многие из которых перебегали от Чингисхана и его родственников. Свою роль в этом могли сыграть не только попытки Тэб-Тенгри рассорить ханскую семью, но и неудачи монголов в тангутском походе 1209—10 гг. 
После того, как к Тэб-Тенгри ушли люди младшего брата Чингиса Тэмуге, последний отправил к шаману посла с требованием возвратить беглецов. Однако Тэб-Тенгри не стал слушать посла, вместо этого избив его и выгнав с навьюченным на спину седлом. Тогда Тэмуге сам отправился к Тэб-Тенгри, но под натиском шамана и его братьев был вынужден просить у того прощения, стоя на коленях. Оскорблённый Тэмуге на следующий день пришёл к Чингисхану и рассказал о случившемся. По совету жены Бортэ Чингисхан предложил брату поступить с Тэб-Тенгри по собственному усмотрению. Ожидая скорого прихода Тэб-Тенгри, Тэмуге приказал спрятаться у входа в юрту Чингиса трём сильнейшим багатурам. Когда Тэб-Тенгри вместе с отцом и братьями вошёл в юрту, без разрешения сев справа от винницы (крайне почётное место в монгольской юрте), Тэмуге под предлогом борцовского поединка выманил его  наружу, где прятавшиеся багатуры переломили шаману хребет.
Над телом Теб-Тенгри было велено поставить дорожную юрту, закрытую на дверь и дымник. Однако на третий день, согласно «Сокровенному сказанию монголов», дымник юрты открылся и Тэб-Тенгри, вылетев оттуда, поднялся на небо. Современные исследователи находят более рациональное объяснение исчезновению тела Тэб-Тенгри, считая, что оно было вынесено и захоронено кем-то из близких шамана.

## Образ

### Кинематограф
- «Чингисхан» (Гонконг, 1987);
- «Чингисхан» (Китай, 2004);
- «Первый нукер Чингисхана» (Россия, 2005);
- «Нельзя умирать, Чингисхан» (Монголия, 2008)
- «Тайна Чингис Хаана» (Россия, Монголия, США, 2009).

### Остальное
- Тэб-Тенгри упоминается в песне «The Great Chinggis Khaan» монгольской фолк-рок группы The Hu.